# Nótia
Nótia (Notia) är en ort i Grekland.   Den ligger i prefekturen Nomós Péllis och regionen Mellersta Makedonien, i den norra delen av landet, 400 km norr om huvudstaden Aten. Nótia ligger 616 meter över havet och antalet invånare är 309.
Terrängen runt Nótia är kuperad åt sydost, men åt nordväst är den bergig. Runt Nótia är det glesbefolkat, med 20 invånare per kvadratkilometer. Närmaste större samhälle är Aridaía, 19,3 km sydväst om Nótia. Trakten runt Nótia består till största delen av jordbruksmark.